# Гюнтер XXVII (Шварцбург-Бланкенбург)
Гюнтер XXVIII (XXVII) фон Шварцбург-Бланкенбург (на немски: Günther XXVIII (XXVII) Graf von Schwarzburg-Blankenburg; † 30 април 1418, Боденско езеро) е граф на Шварцбург-Бланкенбург, господар на Рудолщат и Еренщайн.

## Произход
Той е син на граф Хайнрих XII фон Шварцбург-Бланкенбург († 1372) и съпругата му Агнес фон Хонщайн-Зондерсхаузен († сл. 1382), дъщеря на граф Хайнрих V фон Хонщайн-Зондерсхаузен († 1356) и принцеса Матилда фон Брауншвайг-Люнебург и Гьотинген († 1356/1357), дъщеря на херцог Албрехт II фон Брауншвайг-Волфенбютел-Гьотинген († 1318) и Рикса фон Верле († 1317).
Гюнтер умира на 30 април 1418 г. на Боденското езеро и е погребан в августинската църква в Констанц.

## Фамилия
Първи брак: пр. 19 януари 1389 г. с Хелена фон Шварцбург († пр. 23 януари 1399), дъщеря на граф Гюнтер XXII фон Шварцбург († 1382) и Гертруда фон Анхалт-Бернбург († 1348). Те имат две деца:
- Елизабет фон Шварцбург-Ранис († сл. 1404)
- дете фон Шварцбург-Ранис († 1408)

Втори брак: на 23 януари 1399 г. с Маргарета фон Хенеберг-Шлойзинген (* 1385; † 23 октомври 1427), дъщеря на граф Хайнрих XI фон Хенеберг-Шлойзинген († 1405) и маркграфиня Матилда фон Баден († 1425).Бракът е бездетен.
Маргарета фон Хенеберг-Шлойзинген се омъжва втори път 1421 г. за граф Ернст VIII фон Глайхен († 1426).